# Jules de Goncourt
Jules Alfred Huot de Goncourt (17. prosince 1830 Paříž – 20. června 1870 Paříž) byl francouzský spisovatel. Psal ve dvojici se starším bratrem Edmondem. Na jeho počest je každoročně udělována Prix Goncourt.

## Život
Po smrti své matky v roce 1848 Jules a Edmond zdědili značné jmění, které jim poskytlo finanční nezávislost a umožnilo jim věnovat se svým uměleckým zájmům. Oba bratři se zpočátku zaměřovali na dějiny umění. Sdíleli lásku k umění 18. století, zejména k rokoku. Shromáždili velkou a ceněnou sbírku výtvarného a dekorativního umění z tohoto období. Když Jules v roce 1852 získal soubor japonských tisků, vyvolalo to vlnu zájmu o orientální a japonské umění v celé Paříži (jev známý též jako japonisme). Od roku 1856 Jules a Edmond publikovali sérii knižních esejů nazvanou L'Art du XVIIIe Siècle (Umění 18. století), tvořenou dvanácti svazky. Byla dokončena v roce 1875. Jules cyklus ilustroval. Oba autoři byli prvními uměleckými kritiky, kteří ocenili skicu a fragment jako samostatná umělecká díla. Bratři také významně přispěli k docenění některých malířů, například Antoina Watteaua. Prosazovali mohutně dílo karikaturisty Paula Gavarniho, avšak spíše neúspěšně. Brojili naopak proti Raffaelovi. Jules byl také jedním z prvních zastánců moderních trendů v umění.
V 60. letech 19. století bratři publikovali naturalistické romány. Germinie Lacerteux (1864) je jedním z prvních realistických francouzských románů o životě dělnické třídy. Jde o jejich nejznámější dílo, k němuž byli inspirováni příběhem vlastní hospodyně, která je okrádala, aby mohla pořádat sexuální orgie. Kniha velmi ovlivnila mladého Émila Zolu.
V roce 1852 byli oba bratři zatčeni, za "urážku veřejné morálky", která spočívala v citaci mírně erotických renesančních veršů v jednom z jejich článků. Nakonec byli soudem osvobozeni. V roce 1862 byl Jules znovu několik dní vězněn v Hôtel des Haricots za to, že odmítl sloužit v Národní gardě.
V roce 1868 se bratři přestěhovali do vily Montmorency na pařížském předměstí Auteuil. Dům se stal turistickou atrakcí díky zde shromážděným sbírkám. Jules zemřel ve věku 39 let na mrtvici způsobenou syfilidou. Tou se nakazil v důsledku svého prostopášného života, který barvitě zobrazil Edmond v jejich společném Deníku. V roce 1885 Edmond publikoval výběr z Julesových dopisů. Jules de Goncourt je pohřben se svým bratrem Edmondem na hřbitově Montmartre.

### Historické práce
- La Revolution dans les moeurs (1854)
- Histoire de la Société Française pendant la Révolution (1854)
- Histoire de la Société Française pendant le Directoire (1855)
- Une Voiture de Masques (1856)
- Les Actrices (Armande) (1856)
- Sophie Arnauld (1857)
- Portraits Intimes du XVIIIe Siècle (1857–1858)
- Histoire de Marie Antoinette (1858)
- L'Art du XVIIIe Siècle (1859–1882)
- Journal des Goncourt (posmrtně)

### Romány
- Les Hommes de Lettres (1860)
- Sœur Philomène (1861)
- Renée Mauperin (1864)
- Germinie Lacerteux (1865)
- Manette Salomon (1867)
- Madame Gervaisais (1869)
- Journal des Goncourt (posmrtně)

### Divadelní hry
- Henriette Maréchal (premiéra 1865)
- La patrie en danger (premiéra 1889)